# リュッツォウ義勇部隊 (解放戦争)

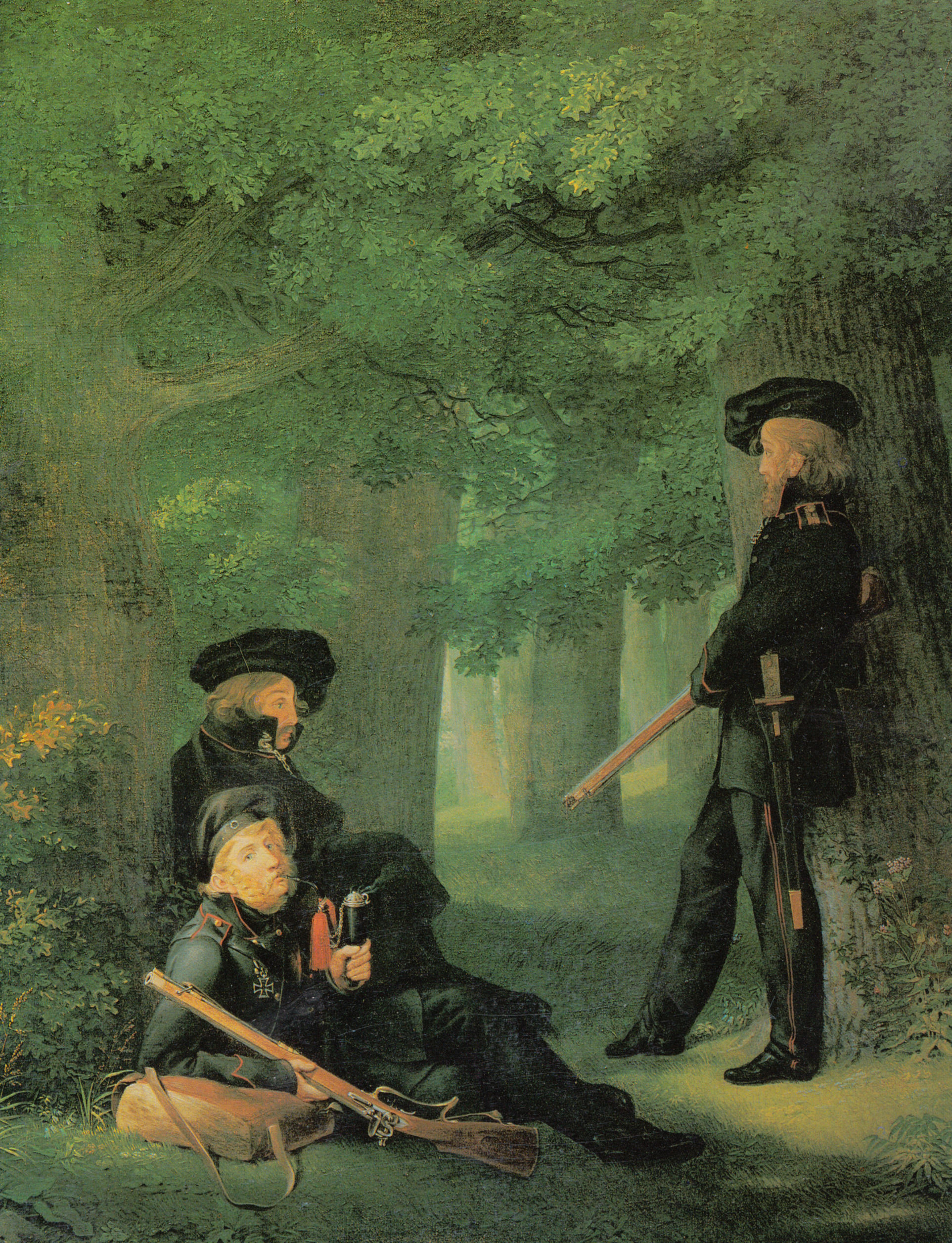
『前哨線にて』。リュッツォウ義勇部隊のハインリヒ・ハルトマン（左側に横たわる人物）、テオドール・ケルナー（中央に座る人物）とフリードリヒ・フリーゼン（右側に立つ人物）。ゲオルク・フリードリヒ・ケルスティンクの1815年の作品。

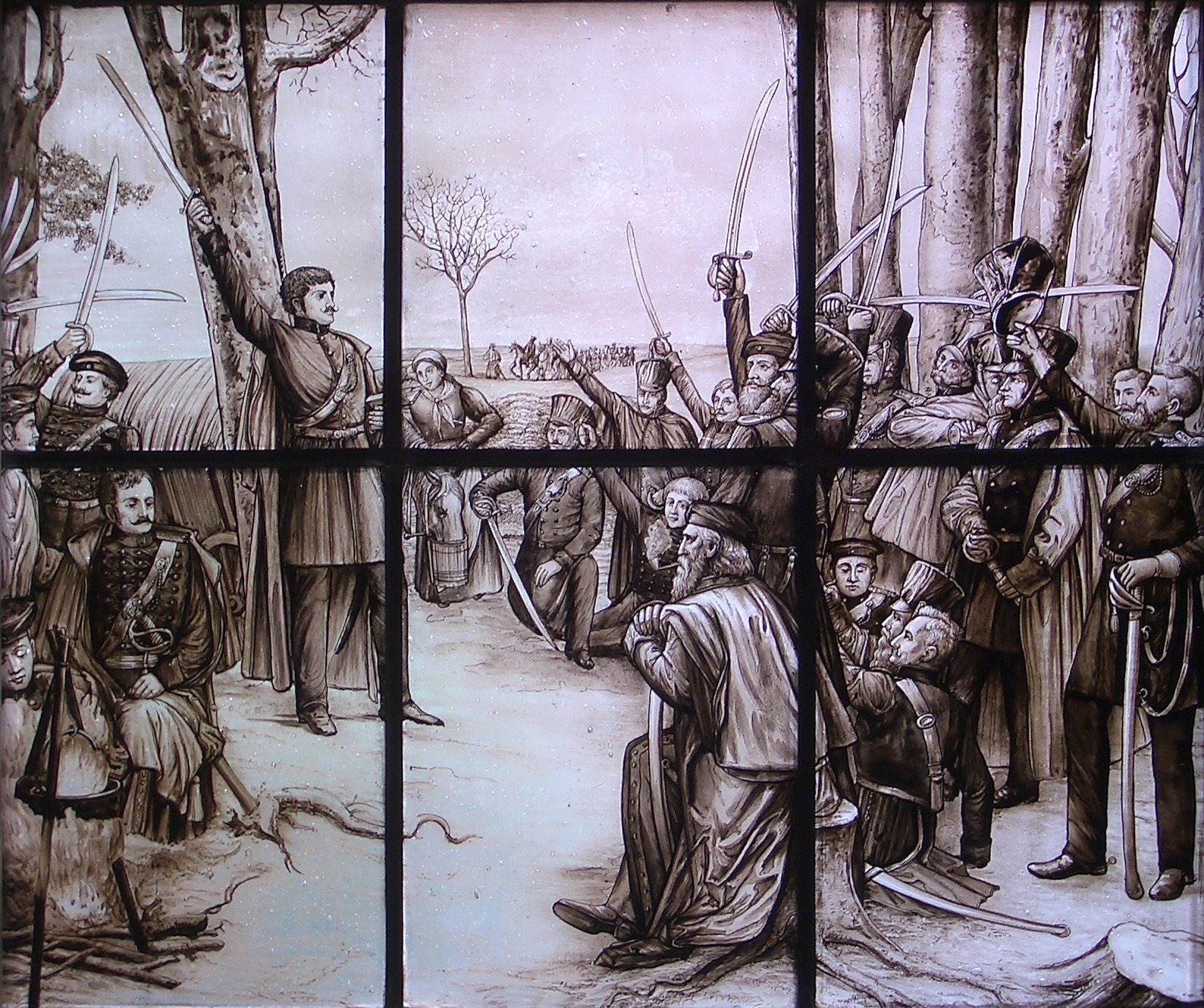
ガーデブッシュの陣営でリュッツォウ義勇部隊の隊員に囲まれ、自作の『剣の歌』を披露するテオドール・ケルナー。作者不詳の原型に基づくブラウエ・ゼンガー・ゲッティンゲン学生音楽協会の窓絵。

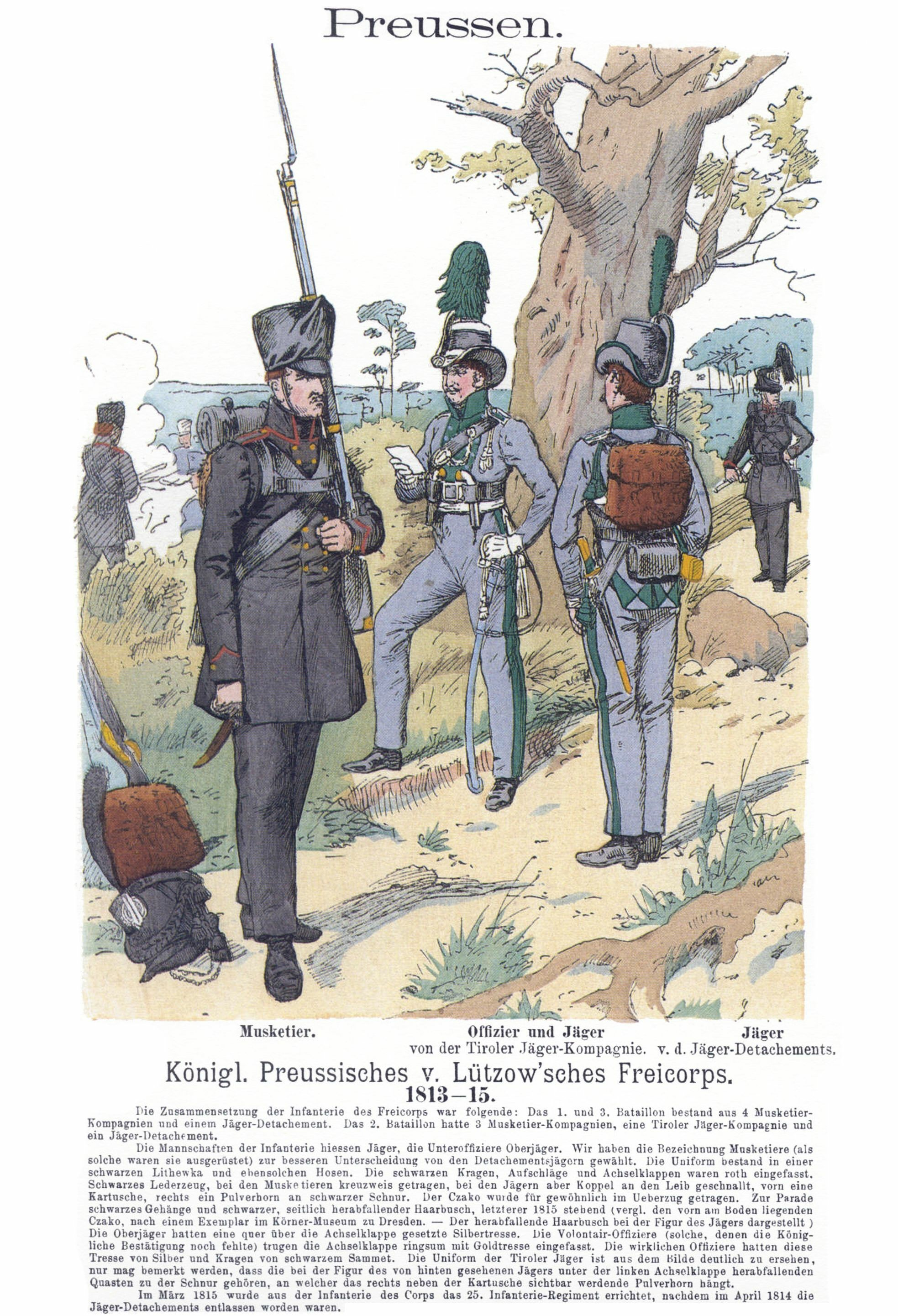
リュッツォウ義勇部隊の歩兵の制服（リヒャルト・クネーテル 作の石版画）。

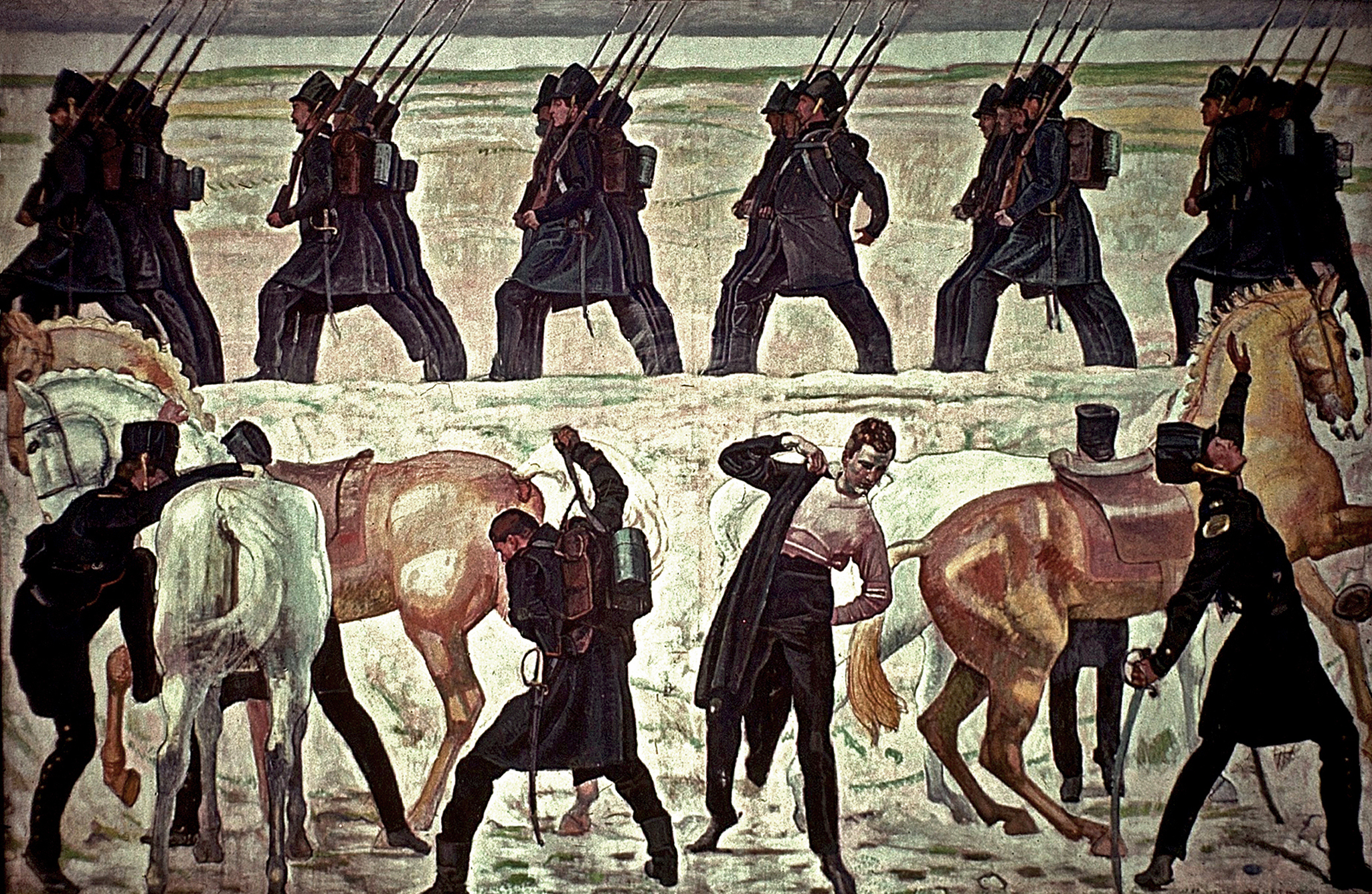
『1813年の解放戦争におけるイェーナの学生』の抜粋。スイスの画家、フェルディナント・ホートラーがフリードリヒ・シラー大学イェーナの依頼で1908年に製作した絵画。

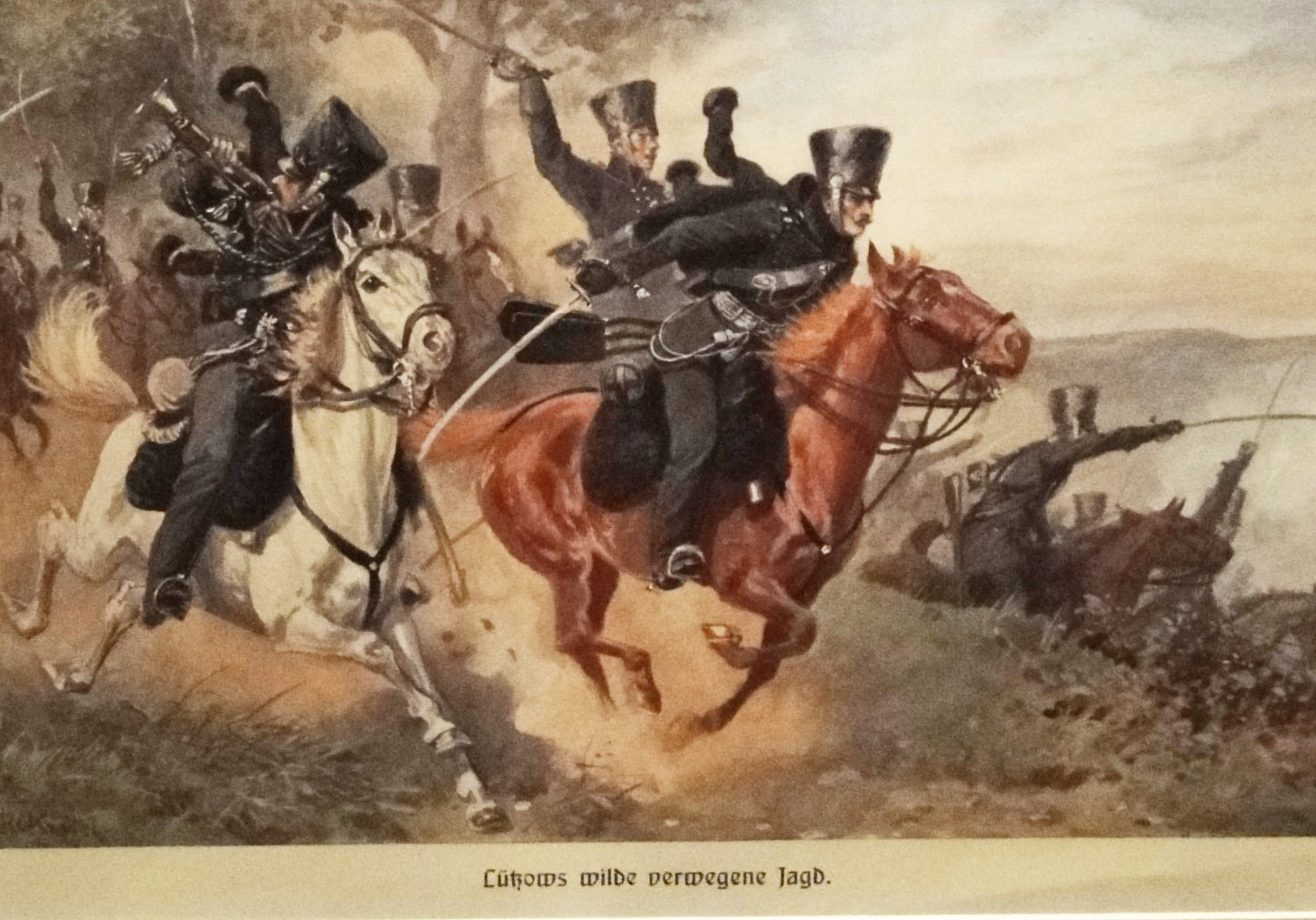
戦闘中のリュッツォウ義勇部隊の騎兵。2名のフザールの後ろに騎馬猟兵が描かれている。

リュッツォウ義勇部隊（独:Lützowsches Freikorps）は、1813年から1814年の解放戦争における、プロイセン軍 (Prussian Army) の義勇部隊である。
その指揮官はルートヴィヒ・アドルフ・ヴィルヘルム・フォン・リュッツォウ少佐であった。

## 隊史
1813年から1814年にかけての冬、ナポレオンのロシア遠征が惨憺たる結果に終わると、プロイセン王国では状況が一変し、強制の下で結ばれたナポレオンとの同盟は破棄へと転じていく。
宮廷ではプロイセンの陣営転換の準備が進められた。1810年からベルリンで体操や水泳教育を促進し、秘密結社のドイツ同盟 (de:Deutscher Bund (Geheimbund)) を結成していたフリードリヒ・ルートヴィヒ・ヤーン (Friedrich Ludwig Jahn) とフリードリヒ・フリーゼン (Friedrich Friesen) は宰相のハルデンベルクに、全てのドイツ諸邦から参じた志願兵が、ナポレオンと戦うための義勇軍を募るよう迫る。
この時、そのような部隊の創設が合意されたと見られる。なぜなら国王フリードリヒ・ヴィルヘルム3世がゲルハルト・フォン・シャルンホルスト少将から内密に、またリュッツォウ少佐から正式に、本人を指揮官とする義勇部隊の創設を請願される前の1813年1月29日、ヤーンとフリーゼンはブレスラウの集合場所に到着していたからである。同地で彼らは志願兵を募り、予期される人々の殺到に備えて全ての準備を整えていた。リュッツォウの部隊は1813年2月に公式の承認の下、プロイセンの正規部隊として「王立プロイセン義勇部隊」（Königlich Preußisches Freikorps）と名付けられ、創設された。
同隊、またこれに続く義勇部隊創設の法的根拠となったのは、義勇猟兵部隊の設立に関する1813年2月3日の最高内閣令 (de:Kabinettsorder) である。リュッツォウの部隊の通称、「リュッツォウアー」や「黒の猟兵」もここに由来するものの、同隊の内、実際の猟兵の数は少なかった。
1813年6月5日に発効した休戦協定が、リュッツォウの耳に届いたのは6月9日であった。彼はこの時、総勢400名の歩兵と騎兵を率いて敵の戦線の後方、プラウエン近郊に居た。協定の条件に従い、3日以内にそこから退去するのを躊躇い、彼は部下とともにライプツィヒ方面に向かう。フランソワ・フルニエ＝サルロヴェーズ (François Fournier-Sarlovèze) 将軍指揮下の、数の上で優勢なフランス軍およびヴュルテンベルク軍 (Württembergische Armee) 騎兵がキッツェン (Kitzen) で行く手を阻み、1813年6月17日に警告なく来襲した。リュッツォウの騎兵の一部は殺戮されたが、歩兵の大部分は逃れる。
およそ150名の「リュッツォウアー」が捕えられるが、捕虜として扱われず、フランス軍からは「黒い盗賊」（bandits noirs）と見なされた。リュッツォウと副官のテオドール・ケルナー (Theodor Körner (author)) は重傷を負い、ようやくのことで逃げ延びている。続いてザクセン（特にフォークトラント (Vogtland) 、）テューリンゲン、バイエルンを襲撃した後、部隊は1813年の「秋の遠征」に参加し、エルベ川を下流に向かって進み、コサックとともにブレーメンを制圧した。
しかしフランスの援軍が接近すると、その町からの迅速な撤収を強いられている。その後は、ほとんどコサックとともにヴェストファーレン、シュレースヴィヒ＝ホルシュタインおよびライン川付近を転戦した。騎兵の一部は1814年初頭、ネーデルラントやフランス北東に投入されている。それに先立つ1813年8月、テオドール・ケルナーはメクレンブルク (Mecklenburg) のガーデブッシュ (Gadebusch) における戦闘で、フリードリヒ・フリーゼンは1814年3月にアルデンヌで没した。
1814年、連合軍がパリに入城しナポレオンが退位すると、プロイセン国外からの志願兵は解雇され、残存兵力から第25歩兵連隊と第6ウーラン連隊が創設された。そして1815年3月、ナポレオンが追放先から帰還すると、かつて「リュッツォウアー」であったこれらの連隊も再び動員される。リュッツォウは第6ウーラン連隊の指揮官として同年6月15日、リニーの戦い (Battle of Ligny) で重傷を負い、捕虜となった。どちらの連隊も6月18日、ナポレオンの最終的な敗北に繋がったワーテルローの戦いに参加している。

## 隊員とその出自
この義勇部隊は、志願兵のみで構成されていた。プロイセン王国の出身者と並んで、その隊列に参じたのはライン同盟に属する他のドイツ諸邦や、オルデンブルク公国のように、フランスに併合された領邦の市民であった。これらの兵は自給自足で給与を支給されず、装備も自弁した。志願兵の内、多数を占めたのは手工業者である。ただ猟兵には、平均以上に学生が含まれていた。また同隊の知名度は、とりわけこの義勇部隊に有名な歌、『リュッツォウの猛き狩り（Lützows wilde Jagd、カール・マリア・フォン・ヴェーバー作曲）』を捧げた詩人、テオドール・ケルナーに負う。
著名な隊員には他に体操家のフリードリヒ・フリーゼン、「体操の父」ことフリードリヒ・ルートヴィヒ・ヤーン、ドイツロマン主義における屈指の詩人、ヨーゼフ・フォン・アイヒェンドルフや後の幼稚園の創始者、フリードリヒ・フレーベルが居た。また2名の女性、エレオノーレ・プロハスカ (Eleonore Prochaska) とアンナ・リューリンク (Anna Lühring) も密かに参加している。

## 編成と制服
この義勇部隊は一時的に3500の兵力を擁し、それは1814年、次のように編成されていた。
- 歩兵（総勢2900名）は、それぞれ4個の銃士中隊および1個の猟兵部隊を含む3個大隊に分かれていた。第2大隊には第3マスケット銃士中隊の代わりに、ティロール人の狙撃兵中隊が配備された。
- 騎兵（総勢600名）は5個の中隊に分かれ、その多くはウーランであった。しかし第4および第5中隊はフザールであった。当初、第2中隊は騎馬猟兵 (de:Jäger zu Pferde) 部隊として編成されている。
- 砲兵（総勢120名）は、各1個大隊未満の徒歩の砲兵と騎馬砲兵に分かれていた。

制服の色は原則として黒である。それは黒が、陸軍の輜重部隊や市場に備蓄された様々な布地を染めて作れる、唯一の色調だったことに由来する。それに制服の縁の識別色 (Facing colour) として赤が加わり、金色の真鍮製ボタンも添えられた。マスケット銃士、砲兵およびウーランはリテウカを、フザールはドルマンと毛皮で飾った上着（ペリース）を着用した一方、狙撃兵はオーストリア軍を参考にしたカワカマス色（hechtgrau、カワカマスのような灰色）の制服に、明るい緑色の識別色を組み合わせて着用した。一般的にはシャコー帽が採用されたが、狙撃兵のみはオーストリア風の狩人帽を被っている。また、ウーランの槍の小旗は黒と赤を組み合わせていた。
後に部隊が戦列歩兵に編入されると、当初は黒い制服の着用が続けられたが、戦後は規定通りに紺青のものに替えられた。

## 意義
リュッツォウ義勇部隊は数多くの戦闘に参加したものの、ハインリヒ・フォン・トライチュケに拠れば軍事的にはほとんど成果を挙げられなかった。実際、プロイセン軍において「リュッツォウアー」の脱走率は最も高かったのである。歩兵の25.5%と、それよりは少ないが騎兵の14.2％が敵前逃亡に問われた。そのため同時代の人々は、ケルナーの愛国歌の歌詞、「wilde, verwegene Jagd（猛き大胆な狩り）」を「stille, verlegene Jagd（静かで先送りされた狩り）」ともじったが、後に国民的な伝説が作り上げられていく中で、そのような事実に関心を持つ人は少なかった。
それにもかかわらず、同義勇部隊は非凡な宣伝効果を挙げた。ドイツのほぼ全域から志願兵が集まり、その故郷から同隊、もしくは他の部隊のため、さらなる志願兵を募ったのである。当時は全く一般的でなかった黒い制服と、危険で被害の大きい作戦行動、そして自らも宣伝に携わった著名な隊員は急速に伝説となり、募金や市民の協力という形をとってさらなる活力を動員していった。ナポレオンのフランスに対する勝利の後、リュッツォウ義勇部隊は一種の偶像、そして実際に成長する国民運動の萌芽となった。それは諸国の独立後、ドイツ諸邦の統一に向けた努力に繋がったのである。
リュッツォウ義勇部隊の制服の色は、伝説となった。解放戦争後、生き残った元隊員の多くがイェーナ大学に復学してからも、この制服を着続けたのである。彼らは1815年、この制服を着て、これまでなかった全ドイツ的な連合体、古ブルシェンシャフト (Urburschenschaft) を創設する。このようにして黒と赤、後の黒・赤・金 (Schwarz-Rot-Gold) は1815年以降、ブルシェンシャフト運動のシンボルカラーとなり、統一願望の象徴として大学から大学に広まった。同義勇部隊の古参兵は、そのため1871年のヴァルトブルク祭 (Wartburg Festival) にも参加している。

## 映像作品
リュッツォウ義勇部隊の歴史は、多くの歴史映画に題材を提供した。
- Was Steine erzählen （ルドルフ・ランドルフ監督作品、ドイツ、1925年。）
- Lützows wilde verwegene Jagd （リヒャルト・オスヴァルト (Richard Oswald) 監督作品、ドイツ、1927年。）
- Theodor Körner （カール・ベーゼ監督作品、ドイツ、1932年。）
- 『リュッツォウアー (de:Lützower) 』（ヴェルナー・ヴォルフガンク・ヴァルロート (de:Werner W. Wallroth) 監督作品、ドイツ民主共和国、1972年 。）

## 文献
（ドイツ語版の記事に挙げられていたもので、翻訳者が項目の作成にあたり、閲覧したものではありません。）
- ヨハン・フリードリヒ・ゴットフリート・アイゼレン (de:Johann Friedrich Gottfried Eiselen) : Geschichte des Lützowschen Freikorps. 第2版。 Anton, Halle 1841.
- Adolf Brecher: Napoleon I. und der Überfall des Lützowschen Freikorps bei Kitzen am 17. Juni 1813. Ein Beitrag zur Geschichte der Befreiungskriege, Gaertner, Berlin 1897
- ヴェルナー・ヘーゲマン: Entlarvte Geschichte. Hegner, Leipzig 1933, P. 178–196.
- Gerhard Wiechmann: Das Preußenbild in den DDR-Medien: DEFA-Spielfilm „Lützower“. In: Rainer Waterkamp (Hrsg.): Der Wandel des Preußenbildes in den DDR-Medien. 2. erweiterte Auflage. Bundeszentrale für politische Bildung, Bonn 1997, ISBN 3-89331-246-3, S. 49–70 (Medienberatung 1).
- Günter Jahn: Die Studentenzeit des Unitisten F.L. Jahn und ihre Bedeutung für die Vor- und Frühgeschichte der Burschenschaft 1796–1819. In: クリスティアン・ヒューネメルダー (de:Christian Hünemörder)  in Verbindung mit Günter Cerwinka (Hrsg): Darstellungen und Quellen zur Geschichte der deutschen Einheitsbewegung im neunzehnten und zwanzigsten Jahrhundert. Herausgegeben im Auftrag der Gesellschaft für burschenschaftliche Geschichtsforschung. Band 15. Winter, Heidelberg 1995, ISBN 3-8253-0205-9, S. 1–129 (1813年におけるヤーンのブレスラウ到着については、P.99を参照。).

## 個別の典拠
1. ↑  1894年発行のGroßer Brockhaus、 ヴェルナー・ヘーゲマンによって引用。P. 179。
2. ↑  ヴェルナー・ヘーゲマン: Entlarvte Geschichte. Berlin 1933, P. 188-194で、トライチュケの 『Preußische Jahrbücher』と ヨハン・フリードリヒ・ゴットフリート・アイゼレン (de:Johann Friedrich Gottfried Eiselen) の記述を引用している。
3. ↑  Lützows stille, verlegene Jagd、1971年4月9日発行の「ツァイト」誌、No. 15/71（ドイツ語）
4. ↑  Arnold Rabbow: dtv-Lexikon politischer Symbole、P. 218. Deutscher Taschenbuch Verlag, München 1970